# MOON LIGHT STORY
「MOON LIGHT STORY」（ムーン・ライト・ストーリー）は、1994年6月25日に発売されたCornelius通算4作目のシングル。

## 解説
トラットリア・メニュー40。1stアルバム『THE FIRST QUESTION AWARD』収録曲とは別のシングル・ヴァージョン。「INTO SOMETHIN'（LIVE）」は小山田が1992年に出演していたunoのCM曲で使われていた楽曲のライブ・ヴァージョン。アートワークは信藤三雄。

## 収録曲
1. MOON LIGHT STORY （SINGLE VERSION）（4分17秒）
2. INTO SOMETHIN' （LIVE）（7分26秒）
3. MOON LIGHT STORY（Instrumental）（4分17秒）

## 収録アルバム
1. 未収録。アルバム・ヴァージョンが『THE FIRST QUESTION AWARD』（#12）に収録されている。
2. 未収録。別ヴァージョンがトラットリアのコンピレーション・アルバム『Prego!'93-The Menu Of Trattoria Vol.1』に収録されている。
3. 未収録。